# Franz Ahl
Franz Ahl (* 5. Februar 1914 in Karlsruhe; † 28. August 2016)  war ein deutscher Fußballspieler, welcher sowohl in der Gauliga Baden wie auch in der Fußball-Oberliga Süd – vor und nach dem Zweiten Weltkrieg – bei den Rot-Schwarzen des Altmeisters Karlsruher FV gespielt hat. Der zumeist als Halbstürmer im damals gebräuchlichen WM-System aktive Offensivspieler wird in der Gauliga Baden mit 26 Ligaeinsätzen und 12 Toren beziehungsweise in der Oberliga Süd mit 23 Rundenspielen und vier Toren, in der Statistik geführt. 

## Gauliga
Aufgewachsen ist Franz Ahl in der Karlsruher Südstadt und mit 14 Jahren hatte er sich dem Karlsruher FV angeschlossen. Nach der Schule durchlief er bei der Deutschen Reichsbahn eine Maschinenschlosserlehre. Als 1932 seine Ausbildung abgeschlossen war, fand er in seiner Heimatstadt bei einer Gasmesserfabrik eine Anstellung, wo der Firmeninhaber der Alterspräsident des KFV gewesen war.
In der ersten Saison der neu eingeführten Gauliga Baden, 1933/34, debütierte der Nachwuchsspieler am 8. Oktober 1933 bei einem Auswärtsspiel gegen den 1. FC Pforzheim in der höchsten Liga. Der KFV gewann das Spiel mit 1:0 und Ahl hatte auf Halbrechts gespielt und versucht mit Vorlagen die zwei Spitzen Fritz Müller und Bekir Refet in Szene zu setzen. Bei den Platzherren vom Stadion im Brötzinger Tal ragte der dribbelstarke und torgefährliche Angreifer Erich Fischer sowie Torhüter Emil Nonnenmacher heraus. In seinen weiteren Einsätzen gegen den Freiburger FC (2:2) und den SC Freiburg (2:4) erzielte er seine ersten zwei Tore im Ligabetrieb. Am Rundenende belegte er mit dem KFV den 6. Rang und hatte die Überlegenheit der Mannheimer Spitzenvereine SV Waldhof und VfR Mannheim erleben müssen. Seine persönlich beste Bilanz erzielte er im zweiten Gauligajahr 1934/35, als der Halbstürmer an der Seite von Angreifer Ludwig Damminger in 12 Ligaeinsätzen fünf Tore für den KFV erzielen konnte. Für die Rot-Schwarzen lief die Runde dagegen als Mannschaft nicht gut; nach 18 Spielen hatte man 14:22 Punkte vorzuweisen und belegte damit den 8. Rang in der 10er-Staffel. In beiden Spielen gegen den Lokalrivalen FC Phönix, der überraschend die Vizemeisterschaft errungen hatte, war Ahl in den Remisspielen (1:1, 0:0) als Verbinder aufgelaufen. Als gegen den späteren Meister VfR Mannheim am 25. November 1934 ein 2:0-Heimerfolg im heimischen Stadion an der Telegrafenkaserne glückte, zeichneten sich Damminger und Ahl als die Torschützen aus. Beim 3:2-Heimerfolg am 3. März 1935 gegen den 1. FC Pforzheim erzielte der 21-Jährige zwei Treffer.
Als der KFV in der Saison 1936/37 mit 13:23 Punkten lediglich den 9. Rang belegte und damit mit Rastatt 04 der Abstieg in die Bezirksklasse ereilte, hatte Ahl nur noch in drei Ligaspielen (1 Tor) mitgewirkt.
Ende 1939 war Ahl nach Aalen dienstverpflichtet worden, wo er in einer Maschinenfabrik beschäftigt war. In dieser Zeit spielte er als Kriegsgastspieler beim VfR Aalen in der Gauliga Württemberg bis zur Einstellung des Spielbetriebs im Frühjahr 1945. Als Beschäftigter in einem Rüstungsbetrieb war er vom Militärdienst befreit gewesen.

## Nach dem Zweiten Weltkrieg
Nach Ende des Krieges kehrte er nach Karlsruhe zurück und fand ab 1. Juni 1946 eine Anstellung bei der Landesversicherungsanstalt (LVA), wo er als Registrator bis zu seiner Pensionierung im Jahr 1977 tätig war. Ahl trat an der Seite von Mitspielern wie Erich Benz, Karl Biedenbach, Kurt Ehrmann, Heinrich Schön, Fritz Stephan, Simon Weber, Helmut Morlock, Albert Janda und Johannes Herberger mit dem KFV noch in den ersten zwei Runden von 1945 bis 1947 in der Oberliga Süd an. Dort wird der ehemalige Gauligaspieler mit 23 Ligaeinsätzen und vier Toren in der Statistik geführt.
Ab 1948 war er als Trainer im Karlsruher Amateurbereich im Einsatz. Zuerst kurzzeitig beim VfB Bretten und anschließend für sechs Jahre bei Alemannia Bruchhausen. Parallel war er auch Trainer beim FV Rußheim, wo er 1951/52 Meister in der A-Klasse wurde und mit dem FVR in die 2. Amateurliga Mittelbaden aufstieg. Mitte der 1950er-Jahre fand seine sportliche Laufbahn beim TSV Oberweier ihren Abschluss.